# Беас
Беас (енгл. Beas) је река која протиче кроз Индију. Дуга је 470 km. Улива се у Сатлеџ.